# Koaxialkabel

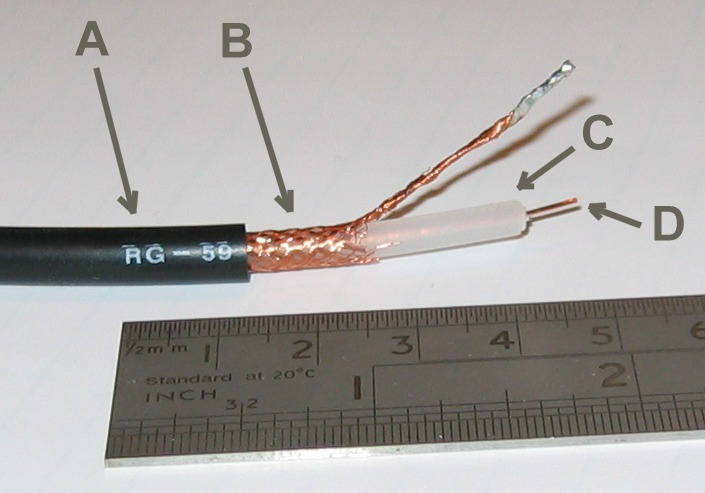
Flexibel radio-kvalitets koaxialkabel.
A: Yttre plasthölje
B: Skärm
C: Isolator
D: Mittledare

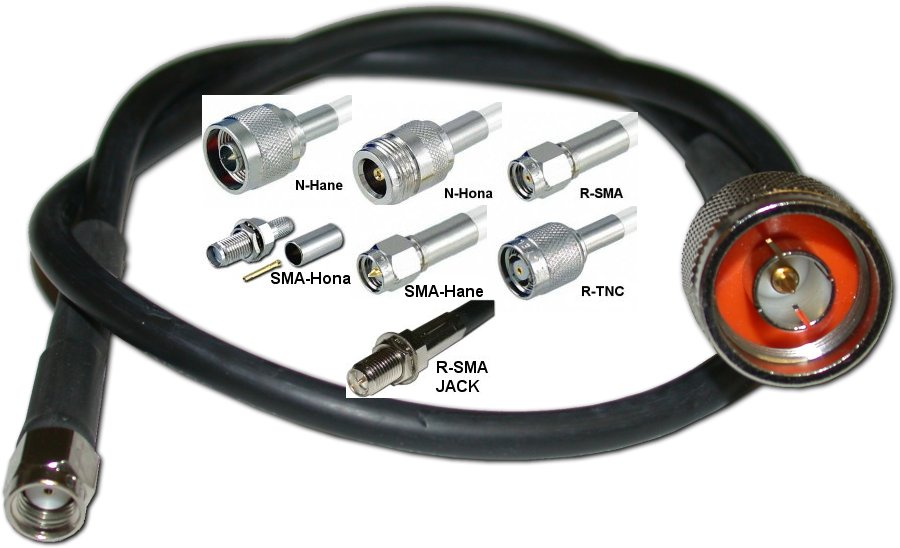
Koaxialkabel med olika kontakter.

Koaxialkabel är en tvåpolig elkabel, som är uppbyggd av en metallisk ledare, mittledaren, omgiven av ett isolerande material, dielektrikum, som i sin tur är omgivet av ett ledande hölje, skärmen. Koppar eller tennbelagd koppar är vanliga ledarmaterial och som isolator används ofta plast i billiga kablar eller teflon i dyrare och bättre, då isolatorn inte smälter när koaxialkabelns ledare löds fast. Även luft eller skum används som dielektrikum.
Kabelns uppbyggnad ger en god skärmning vilket innebär att det mesta av signalen stannar i kabeln och inte stör eller störs av annan elektronik. Dessutom ger god skärmning låga förluster. I praktiken får man inte perfekt skärmning på grund av icke-ideala material, och koaxialkablar finns med mycket varierande kvalitet, diametrar och pris.
Både frekvensen och användningsområdet avgör vad som är tillräckligt bra kvalitet. En kabel för markbundna TV-sändningar lägre än 1 gigahertz behöver inte ha samma kvalitet som en kabel avsedd för mikrovågssignaler på över 5 gigahertz.
Kriterier på koaxialkablar är exempelvis karakteristisk impedans, förlust och effekttålighet. Impedansen bestäms av förhållandet mellan mittledardiameter och skärmdiameter, vilket också indirekt förklarar varför man inte ska göra skarpa krökar på koaxialkablar.

## Användning
Koaxialkablar används för att överföra radiofrekventa signaler, eftersom signalerna överförs som elektromagnetiska fält i isolatorn mellan mittledare och skärm. 
Koaxialkablar används ofta som antennkablar för tv. De är då ofta ganska dåliga kablar där skärmen utgörs av ett finmaskigt nät av tunna metalltrådar. Lite dyrare kablar har flera skärmar av samma sorts finmaskiga nät plus folie, dessa kallas ibland "dubbelskärmade". En ännu bättre sort är de koaxialkablar där skärmen består av ett tunt metallrör, semirigida koaxialkablar, eller bara "semirigider".
Koaxialkablar används också för kommunikation på Internet och för överföring med hög kapacitet inom telekommunikation. Inom många områden, främst telekommunikation, ersätts koaxialkablar med fiberoptik.

## Olika typer
- RG58, 50 Ω
- RG59, 75 Ω
- HDF200, RG58 i lågförlustvariant
- RG213, 50 Ω
- LMR400, RG213 i lågförlustvariant

## Kontaktdon
Under 1900-talet dominerade Belling–Lee-kontakter, utvecklade för ljudradio åt BBC 1922.  Med konsumenternas ökande krav på bättre TV-bild har kontakter som är mindre känsliga för störningar tagits fram. Exempel på moderna kontaktdon som används tillsammans med koaxialkabel:
- BNC
- SMA-kontakt
- QMA
- TNC